# Managementrådgiverne
Managementrådgiverne (tidligere Dansk Management Råd, DMR) er en brancheforening i DI - Dansk Industri, som repræsenterer managementkonsulent-branchen i Danmark. Ved en årlig generalforsamling vælges Managementrådgivernes bestyrelse blandt medlemmerne. 
Managementrådgiverne ledes af branchedirektør Henriette Søltoft.
Bestyrelsesformand for Managementrådgiverne er Søren Nielsen.
Managementrådgivernes formål
- Skabe gode rammevilkår for branchen
- Synliggøre den værdiskabelse, som professionelle managementkonsulenter tilfører den private og den offentlige sektor
- Styrke og udvikle branchens placering og omdømme i samfundet.